# 公庄河
公庄河，又称杨村河，流经中华人民共和国广东省龙门县和博罗县，是东江右岸支流，源头也称平陵水，发源于龙门县龙江镇西南的桂山糯米柏，东北流至平陵镇转东南流，进入博罗县境内，于博罗县公庄镇黄陂村西北左纳水东陂水后始称“公庄河”，经公庄镇和杨村镇，最后于泰美镇沐村以南汇入东江。河长82千米，河道平均比降0.51‰，流域面积1197平方千米。年径流量11.30亿立方米。流域内土地肥沃，物产丰富。